# Західна Галичина
Нова Галичина або Західна Галичина (пол. Nowa Galicja або Galicja Zachodnia, нім. Neu-Galizien або West-Galizien) — адміністративний край в імперії Габсбургів, що існував в 1795–1809 роках. Центр — Люблін, з 1797 року — Краків. 
Межував із Новою Східною Пруссією на півночі, Південною Пруссією, Новою Сілезією і Сілезією — на заході, Королівством Галичини та Володимирії — на півдні, та з Російською Імперією — на сході.

## Історія
Утворена після третього поділу Речі Посполитої (1795) переважно з етнічних українських земель Холмщини і Белзької землі та частково — польських етнічних земель. Для обґрунтування приналежності Габсбургам названа Новою чи Західною Галичиною, адже титулярними королями Галичини й Волині вони були з XVI ст, а Холмщина і Белзщина попередньо були частинами Волинського князівства.
1803 року край увійшов до складу Королівства Галичини та Володимирії, де мав певну автономію. 
Існував до поразки австрійців у франко-російсько-австрійській війні (1809), після якої край увійшов до складу Варшавського герцогства (за Шенбруннським миром).
Після 1815 року територію Західної Галичини було розділено між Королівством Польським і Вільним містом Краків.

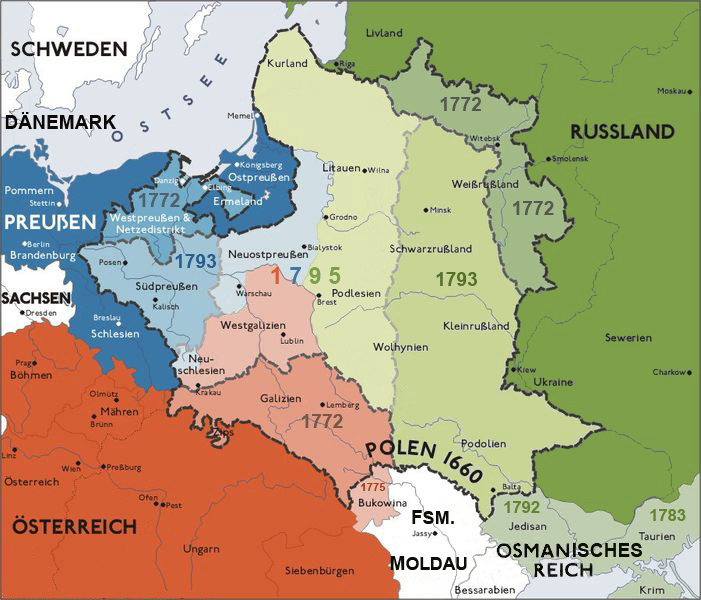
Розділ територій Речі Посполитої

## Адміністративний поділ
У 1795–1803 роках розділена на 12 циркулів:
- Белзький циркул
- Холмський циркул
- Юзефівський циркул
- Келецький циркул
- Конецький циркул
- Краківський циркул
- Люблінський циркул
- Луківський циркул
- Мінський циркул
- Радомський циркул
- Сандомирський циркул
- Седлецький циркул

У 1803-1809 роках була розділена на 6 циркулів:
- Келецький циркул
- Краківський циркул
- Люблінський циркул
- Радомський циркул
- Седлецький циркул
- Володавський циркул

## Цивільний кодекс
До введення австрійського Цивільного кодексу (1811) у Західній Галичині у 1796–1811 роках існував власний цивільний кодекс. Це був перший випадок кодифікації цивільного (приватного) права у Європі — ще до Кодексу Наполеона.